# 阿度那 (阿肯色州)
阿度那（英語：Adona）是一個位於美國阿肯色州佩里縣的城市。

## 地理
阿度那的座標為35°02′22″N 92°53′56″W / 35.03944°N 92.89889°W，而該地的平均海拔高度為116米（即381英尺）。

## 人口
根據2020年美國人口普查的數據，阿度那的面積為2.46平方千米，皆為陸地。當地共有人口149人，而人口密度為每平方千米60人。